# NBA Summer League

Logo der NBA Summer League

Die NBA Summer League (auch Las Vegas Summer League genannt) ist eine professionelle Basketball-Liga in den USA, die von der National Basketball Association (NBA) organisiert wird. Seinen Ursprung hat der Wettbewerb im Jahre 2004, als man mit sechs NBA-Teams eine Sommerliga gründete, deren Spiele im Thomas & Mack Center in Las Vegas ausgetragen wurden. 2005 expandierte die Liga auf 15 Teams, 2006 auf 16 Teams. Ab 2007 wurde die Summer League von der NBA übernommen.
Die Liga beginnt kurz nach dem NBA-Draft und soll dazu beitragen, dass Rookies oder andere Spieler, die drei oder weniger Jahre in der NBA spielen, Erfahrungen sammeln und sich verbessern können. Die Summer League gilt als Sprungbrett für Spieler, die im Draft nicht ausgewählt wurden oder bereits in Europa spielten. Der Wettbewerb dauert etwa 10 Tage und wurde bis 2010 nur in Las Vegas ausgetragen. Bis 2008 veranstalteten auch die Utah Jazz, parallel zur Las Vegas Summer League, das Rocky Mountain Revue. Aufgrund geringer Teilnehmerzahl wurde dieses 2009 eingestellt, 2015 aber wieder reaktiviert. Seit 2010 wird in Orlando die Orlando Summer League ausgetragen. 
Die Arenen der Summer League in Las Vegas sind das Thomas & Mack Center und das Cox Pavilion. In Orlando werden die Spiele im RDV Sportsplex ausgetragen. Bis 2010 nahmen 21 NBA-Teams mit ihren Nachwuchsspielern teil. Nun variiert die Zahl der teilnehmenden Mannschaften. Jedes Team spielt fünf Spiele.

## Summer League 2008
Die NBA Summer League 2008 fand vom 11. bis zum 20. Juli 2008 statt. Es nahmen 21 Teams teil. Die Milwaukee Bucks, die Golden State Warriors und die Denver Nuggets gewannen mit jeweils vier Siegen bei nur einer Niederlage. Zum besten Spieler 2008 wurde Jerryd Bayless von den Portland Trail Blazers gewählt.

## Summer League 2009
2009 begann die Summer League am 10. Juli und endete am 19. Juli. Die Houston Rockets und die Memphis Grizzlies konnten jene, ungeschlagen mit jeweils fünf Siegen, gewinnen. Als bester Spieler galt Blake Griffin von den Los Angeles Clippers.

## Summer League 2010
Die Summer League 2010 fand vom 5. bis zum 9. Juli in Orlando und vom 9. bis zum 18. Juli in Las Vegas statt. In Orlando gewannen die Oklahoma City Thunder mit vier Siegen und einer Niederlage. In Las Vegas teilten sich die San Antonio Spurs mit den Toronto Raptors den Gesamtsieg. Beide Mannschaften gewannen jeweils alle fünf Spiele.

## Summer League 2012
Nachdem 2011 aufgrund des Lockouts in der NBA keine Summer League stattfand, wurde sie im Jahr 2012 wieder in den Kalender der NBA aufgenommen. In Orlando startete die Liga am 9. Juli und endete am 13. Juli. In Orlando teilten sich die Boston Celtics und die Detroit Pistons die beste Bilanz mit jeweils vier Siegen und einer Niederlage.

## Summer League 2013
Seit 2013 wird der Summer-League-Sieger über ein Playoffsystem ermittelt. In Las Vegas gewannen die Golden State Warriors den Wettbewerb, in Orlando die Oklahoma City Thunder. Dabei stellten die Thunder mit Jeremy Lamb den MVP der Orlando Summer League, die Warriors mit Ian Clark den der Las-Vegas-Liga.

## Summer League 2014
In Orlando gewannen dieses Mal die Philadelphia 76ers. Elfrid Payton wurde zum MVP der Orlando Summer League gewählt. In Las Vegas gewannen die Sacramento Kings mit Ray McCallum als Finals-MVP.

## Summer League 2015
Die Summer League 2015 fand erneut in Orlando, in Las Vegas und, nach 2009, auch wieder in Salt Lake City statt. In Orlando gingen zehn Teams an den Start, die Orlando Magic stellten mit den Blue und White je zwei Mannschaften für den Wettbewerb auf. Dabei gewann das Team Blue und Aaron Gordon wurde zum MVP gewählt. In Las Vegas gingen 24 Mannschaften an den Start, darunter auch eine Auswahl aus der NBA-Entwicklungsliga D-League. Gewonnen wurde der Wettbewerb von den San Antonio Spurs, die mit Kyle Anderson und Jonathon Simmons auch die MVPs stellten. In Utah gingen nur vier Teams an den Start. Die Utah Jazz gewannen alle drei Spiele des Turniers. Auszeichnungen wurden hier keine vergeben.

## Summer League 2016
2016 fand die Summer League wieder in Orlando, Las Vegas und Utah statt. In Orlando gingen zehn Teams an den Start, die Orlando Magic stellten wie im Vorjahr mit den Blue und White zwei Mannschaften für den Wettbewerb auf. Dabei gewann das Team Weiß das Finale gegen die Detroit Pistons. In Las Vegas siegten die Chicago Bulls im Finale gegen die Minnesota Timberwolves.